# Église Sainte-Marie d'All
L'église Sainte-Marie d'All (en catalan : Santa Maria d'All) est une église romane située à All, village de la commune espagnole d'Isòvol dans la comarque (région) de Basse-Cerdagne en Catalogne. 

## Historique
La paroisse d'All est mentionnée pour la première fois dans l'« Acte de Consécration de la Cathédrale de la Seu d'Urgell » au Xe siècle.
L'église romane date du XIIe siècle.

## Architecture
L'église, édifiée en pierre de taille à l'appareil très irrégulier, se compose d'une nef unique, de chapelles latérales situées au nord, d'un chevet semi-circulaire et d'un clocher carré situé au sud.
La façade méridionale est ornée d'un portail qui figure parmi les plus beaux de Cerdagne (tant française qu'espagnole) avec ceux de Guils de Cerdanya, Saga, Olopte, Llo et Vià.
Ce portail est encadré d'une paire de colonnes surmontées de chapiteaux sculptés représentant des orants. Il est surmonté d'une archivolte à trois voussures. Deux de ces voussures sont ornées de motifs géométriques. La voussure externe possède un biseau orné de représentations de personnages.
La façade méridionale présente également deux corbeaux situés l'un au-dessus du portail (tête d'animal) et l'autre sous une des fenêtres (visage humain), probables vestiges d'un ancien porche.

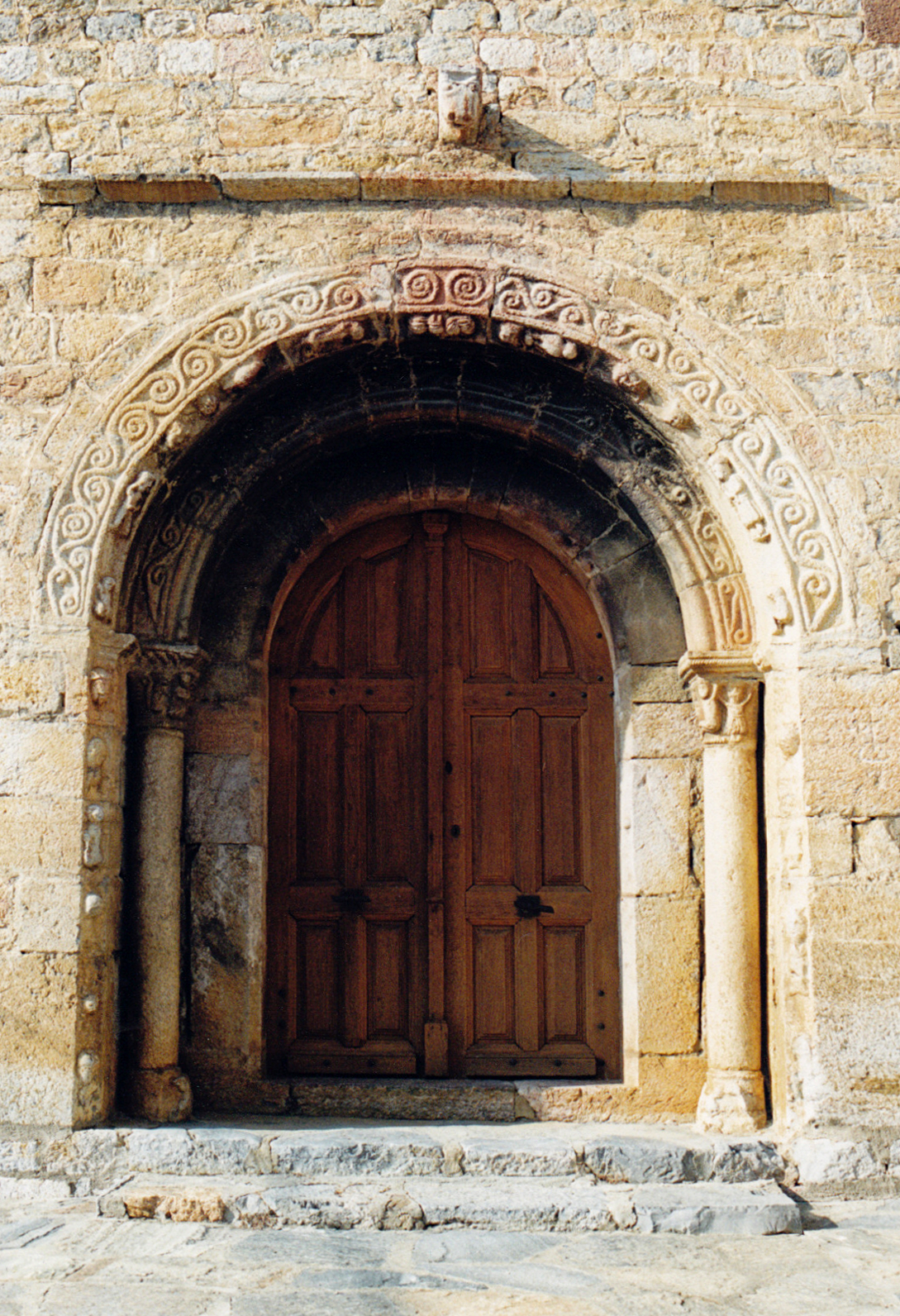
Le portail.
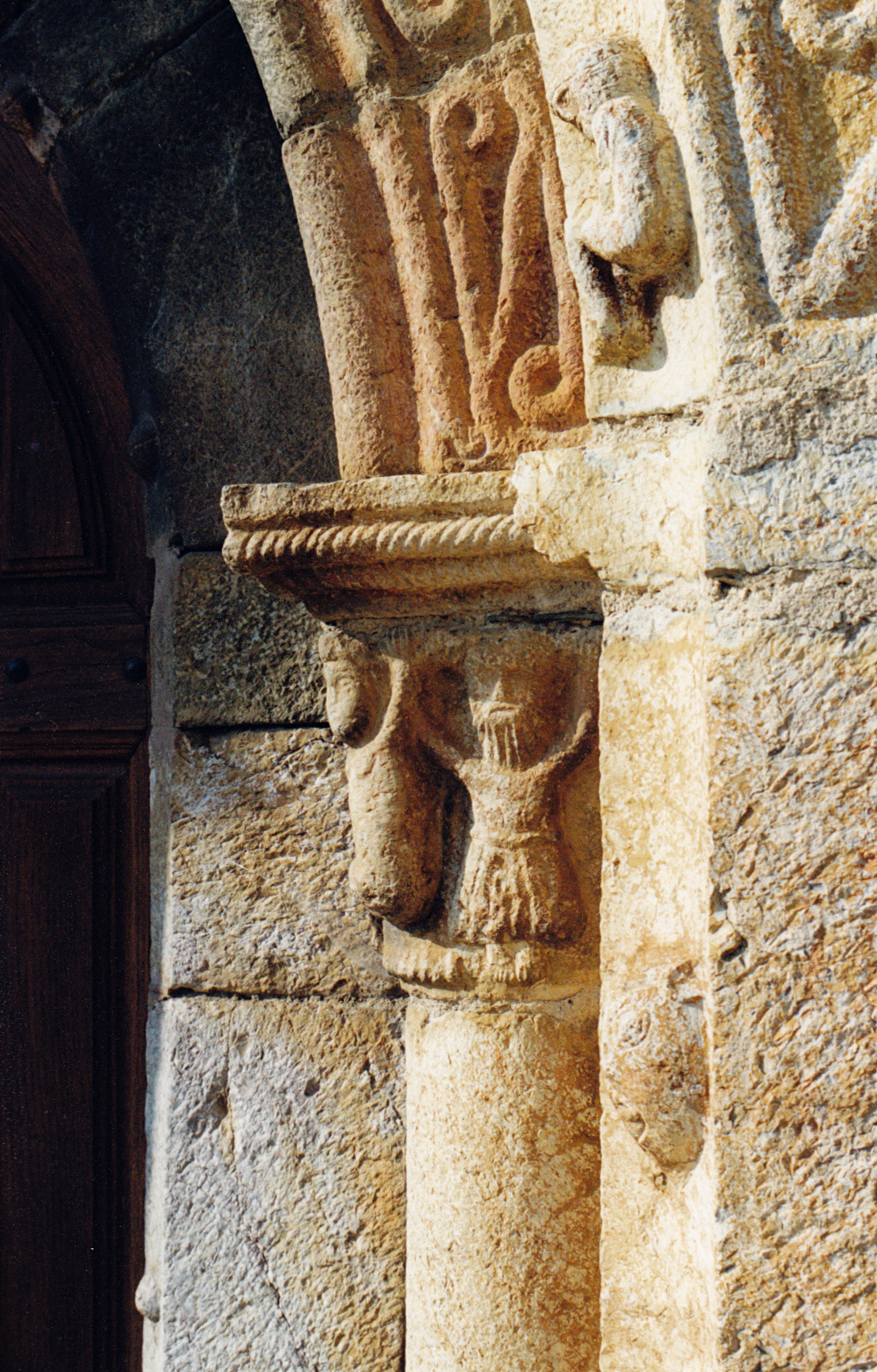
Un chapiteau du portail.
La Vierge d'All MNAC.